# 大猶太會堂 (代芬特爾)

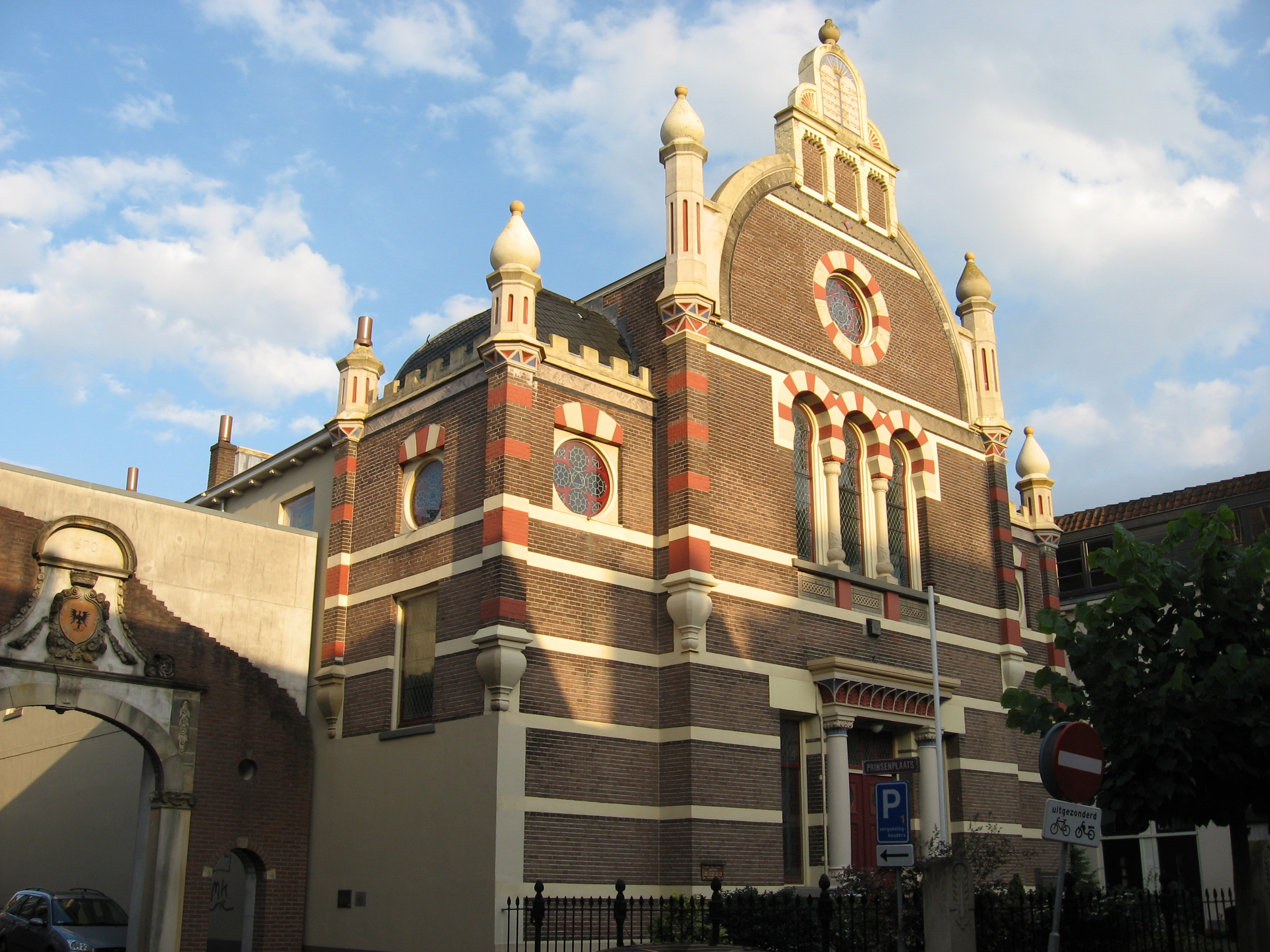
大猶太會堂

大猶太會堂（荷蘭語：Grote Synagoge van Deventer）是荷蘭城市代芬特爾的一座猶太會堂。

## 历史
這座猶太會堂修建於1892年，設計者是J.A. Mulock Houwer，是一座具有摩爾色彩的新文藝復興式建築。在二戰期間，猶太會堂的內部被納粹分子破壞。2010年開始，這座建築再次作為猶太會堂使用。